# 紀元前15世紀
紀元前15世紀（きげんぜんじゅうごせいき）は、西暦による紀元前1500年から紀元前1401年までの100年間を指す世紀。

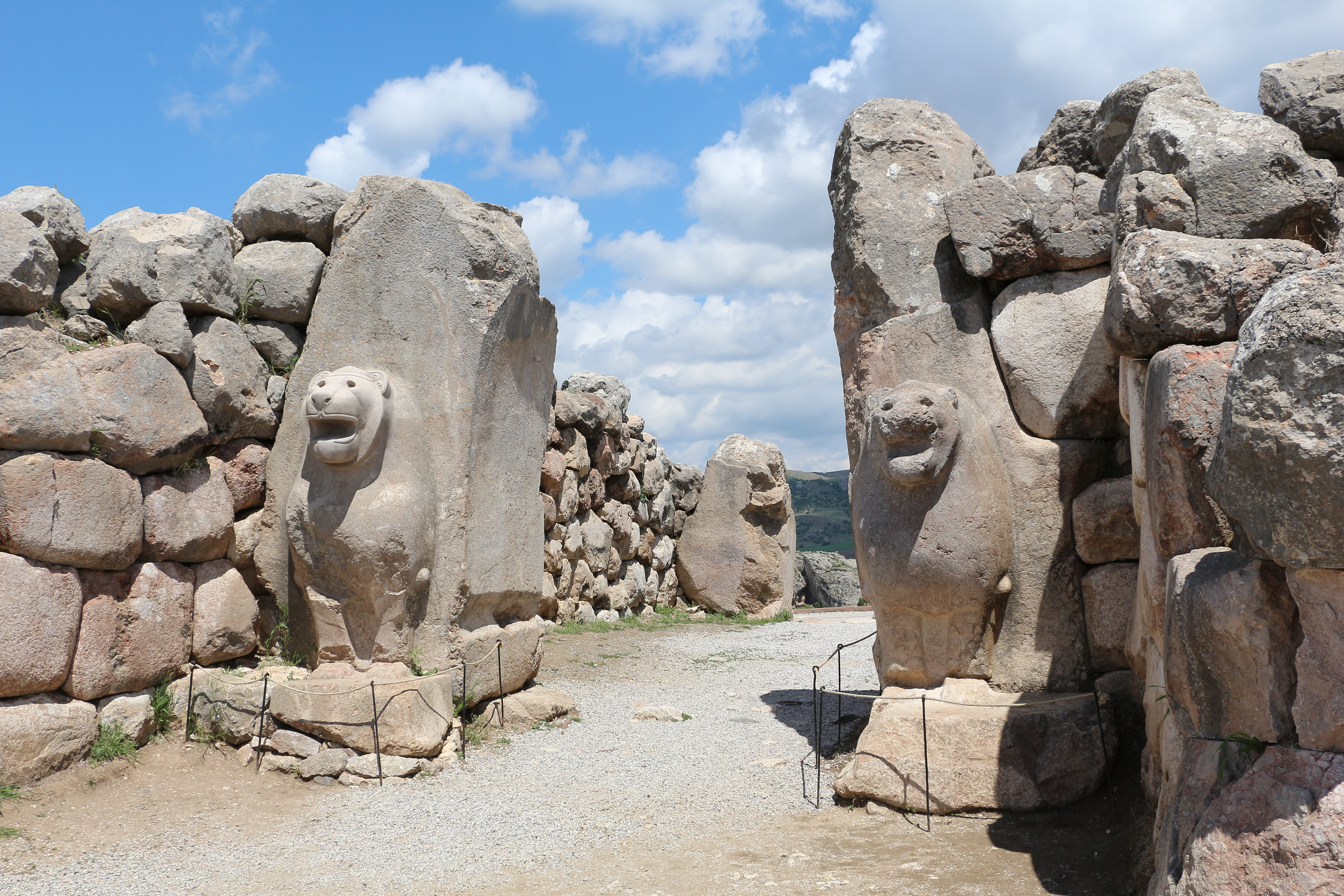
ボアズキョイ（ハットゥシャ）の獅子門。ボアズキョイは紀元前17世紀から紀元前13世紀にかけて繁栄したヒッタイト王国の都。

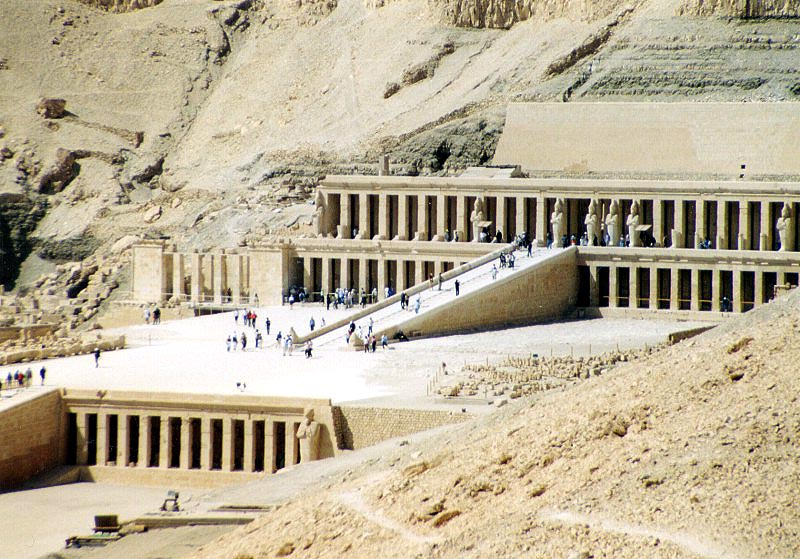
ハトシェプスト女王葬祭殿。ハトシェプスト女王の側近で建築家でもあるセンムトによってルクソールに建てられた。デル・エル・バハリ（アラビア語で「北の修道院」）とも呼ばれる。

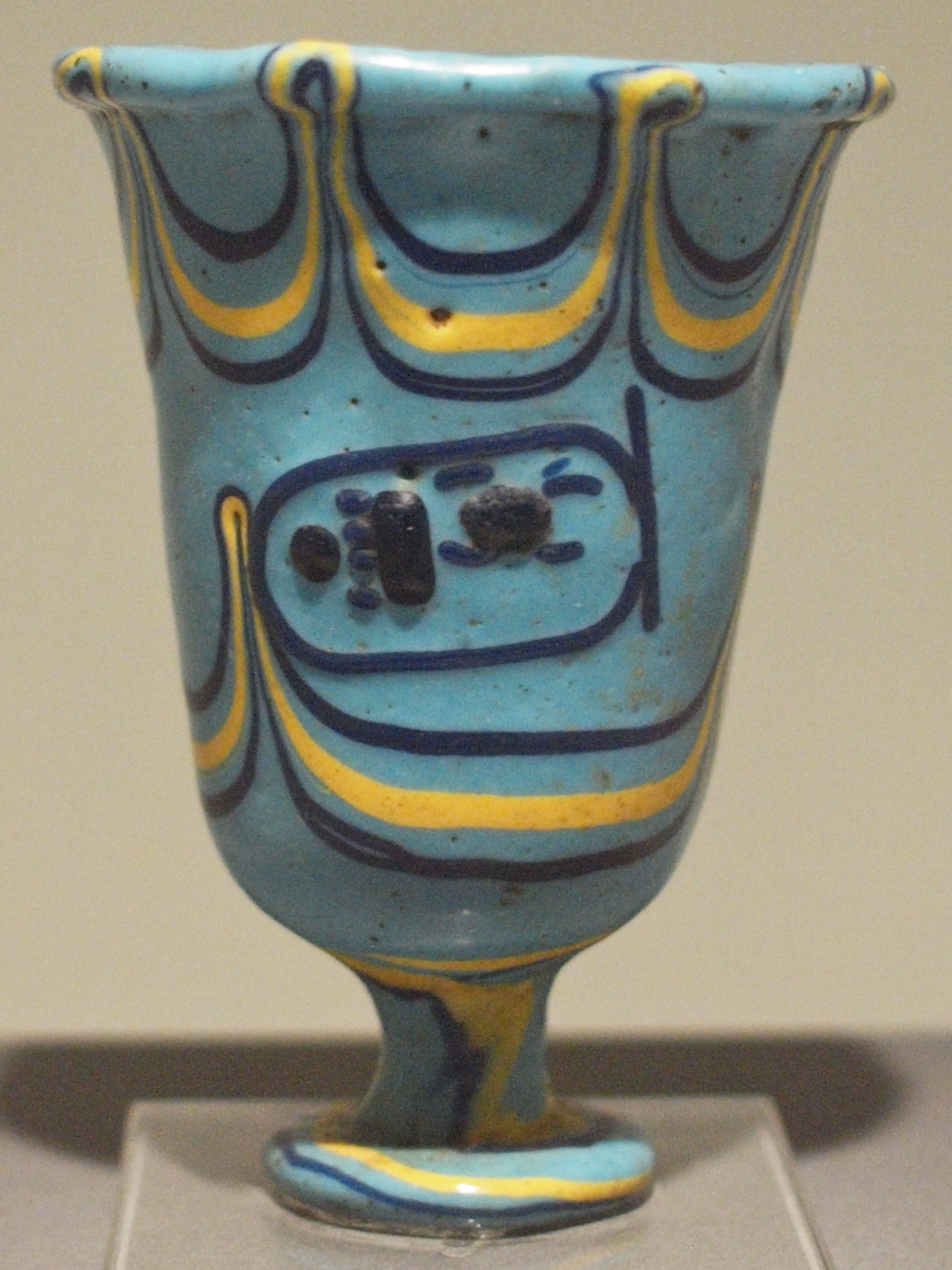
「トトメス3世のガラス杯」。「エジプトのナポレオン」の異名があるトトメス3世の時代に領土は拡大し、交流が頻繁になるとともに東方の新しいガラス製法も伝来した。画像はコアガラス製法によるトトメス3世の銘がある杯（ミュンヘン国立エジプト博物館蔵）。

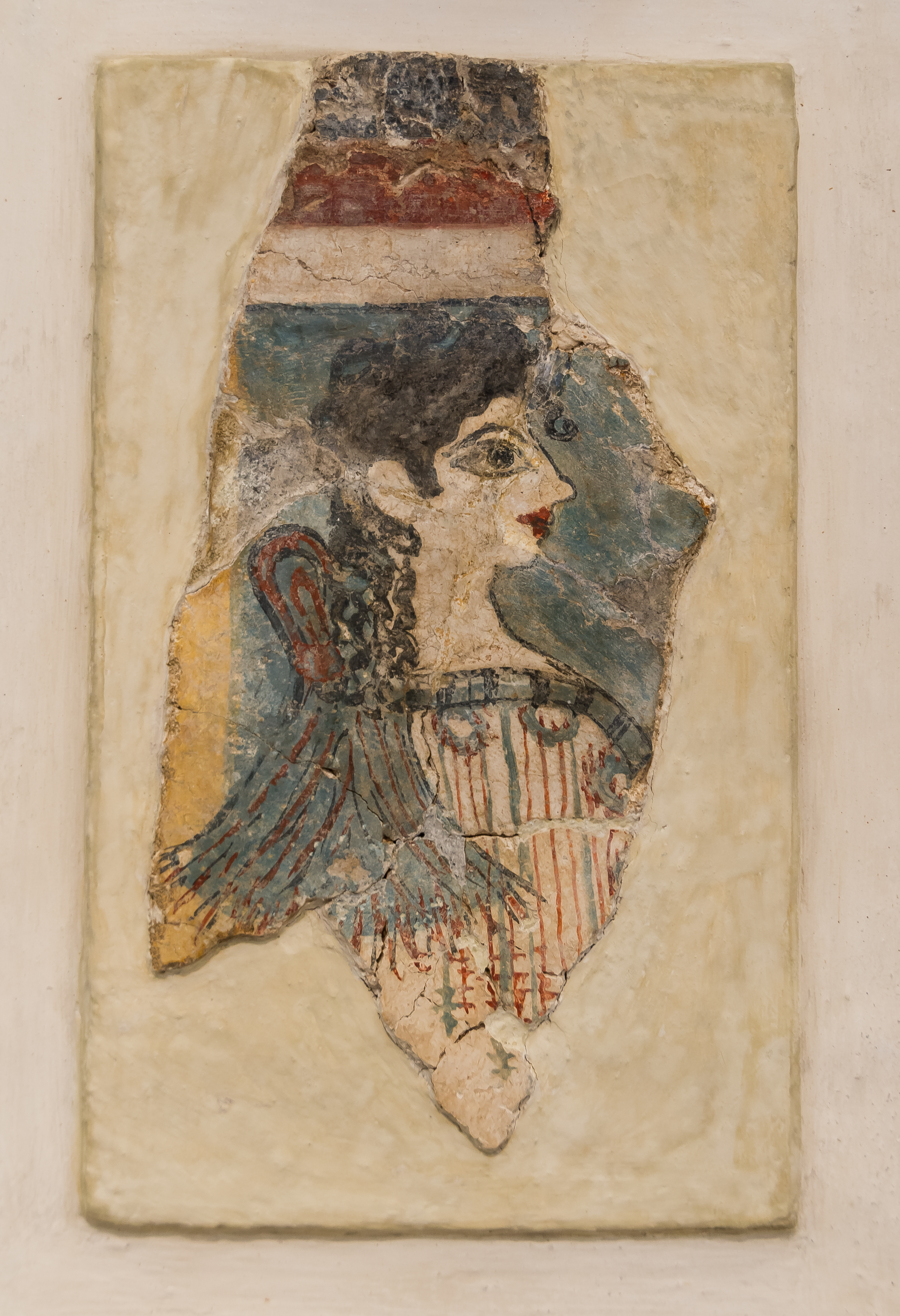
クノッソス宮殿の壁画「パリジェンヌ」。神に仕える巫女を描いたと考えられるがその現代風な小粋な横顔から「パリジェンヌ」の名がつけられている。クレタ島のイラクリオン国立考古学博物館蔵。

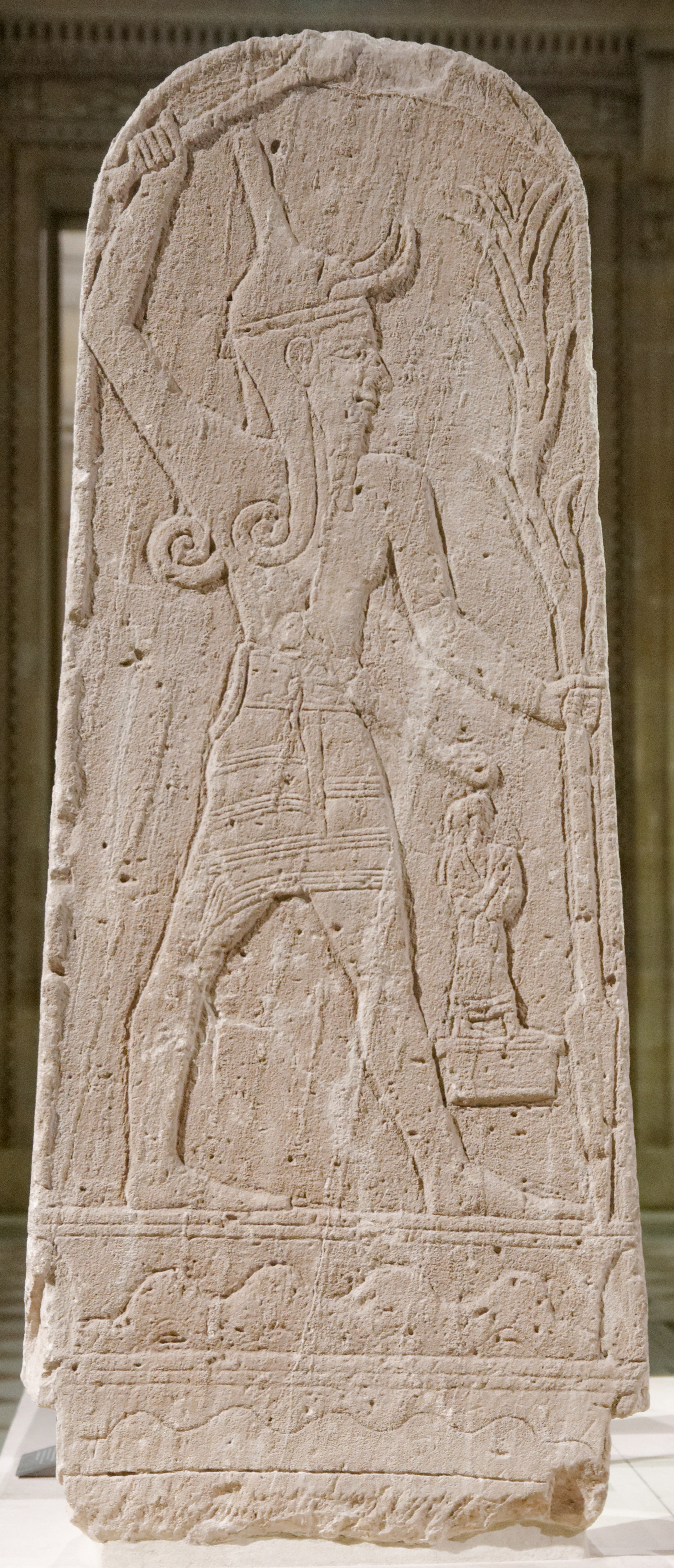
バアル神。地中海東岸のウガリットが繁栄したのはこの時期のことであり、遺跡からは「ウガリット神話」で有名な嵐の神バアルの神殿も出土している。画像は稲妻を持つバアル神の浮き彫りで、ルーヴル美術館に所蔵されている。

## 出来事

### 紀元前1500年代
- 紀元前1504年 - 1429年 - エジプトがヌビアと地中海の沿岸を征服。
- 紀元前1500年頃
  - アフリカのヌビア（スーダン）ではケルマ文化（英語版）が衰退する（紀元前2500年頃 - ）。
  - アナトリア半島のヒッタイト人が人工鉄（鉄の精錬法）を発明。
  - 地中海東岸のウガリットの繁栄（ - 紀元前1200年頃）。
    - この時期にウガリット文字が生まれる。これは従来の楔形文字を大幅に簡略化し、表意文字から表音文字に転換させたものである。

  - フルリ人のキルタがワシュカンニを都としてミタンニ王国を建国。
    - ワシュカンニの位置は未詳だが、イラク北部のモスルダム湖からこの時代のケムネ宮殿（英語版）が発見されている。この当時はザキク（Zakhiku）と呼ばれていた。

  - イラク北東部にフルリ人のアラプハ王国が成立する。
    - ティグリス川北東のヌジ（英語版）遺跡(ヨルガン・テペ)はこの時代のもの。
    - ヌジ遺跡からはこの時代を代表する「ヌジ文書」が大量に出土している。

  - カッシート王ブルナ・ブリアシュ1世（英語版）とアッシリア王プズル・アッシュル3世が国境確定の条約を結ぶ。
  - オクサス川流域ではバクトリア・マルギアナ複合文化（青銅器文化）が衰退し、トルクメニスタンのバイラマリー近郊でヤズ文化（英語版）（初期鉄器文化）が成立する。
  - パキスタンにガンダーラ墓葬文化（英語版）(スワート文化)が展開する。
  - ウクライナのドニエストル川中流域にコマロフ文化が展開する。
  - シベリアのヴォルガ川からエニセイ川周辺でカラスク文化が展開する。
  - スウェーデンのスコーネ地方のキヴィク（英語版）のペトログリフが刻まれた王の墓（英語版）が作られる。
  - 長江流域唯一の殷代都市遺跡である湖北省武漢市の盤龍城遺跡が建設され。。
    - 黄河流域の二里岡文化の流れを汲む遺跡で、二里岡文化に属した人々が銅を採掘するための前哨基地として建設したと考えられている。

  - 日本で縄文時代晩期の亀ヶ岡遺跡の時代（ - 紀元前1000年頃）。
    - この遺跡から遮光器土偶や土面など独特な装飾紋様をつけた祭祀を目的とする土器が多数出土している。

  - クレタ島のアルカロコリの洞窟に「アルカロコリの両刃斧（英語版）（ラブリュス）」が奉納される。
  - スパルタ近郊ヴァフィオ（英語版）の円形墳墓から出土した黄金のカップ（アテネ国立考古学博物館蔵）が作られる。
  - トラキアの聖地ペルペリコン（ドイツ語版）遺跡が建設される。
- 紀元前1500年以降 - ヒッタイト王テリピヌが死去、ヒッタイト古王国時代が終わる。
  - 死後後継者争いが起こり、ヒッタイト中王国時代と呼ばれる記録の乏しい時代が続く。

### 紀元前1490年代
- 紀元前1490年 - 1465年頃 - アララハ王イドリミ（英語版）の治世。
  - アララハはトルコのハタイ県にあった小王国で、イドリミは「ハビル（英語版）」という集団の支持を得て王となった人物。
  - テル・アチャナ（英語版）遺跡からはイドリミの肖像彫刻（大英博物館蔵）が出土、それに付随した碑文には王の事績録が残っていた。

### 紀元前1470年代
- 紀元前1479年頃 - エジプトでトトメス2世が死去。
  - その王妃であるハトシェプストと継子トトメス3世の共同統治が始まる。
  - カルナック神殿の増築が行われ、アスワンの採石場に残る「未完のオベリスク」はそのためのもの。
- 紀元前1475年頃 - カッシート王ウラム・ブリアシュ（英語版）が海の国第1王朝(バビロン第2王朝)を滅ぼしバビロニアを統一。
- 紀元前1470年頃 - ハトシェプストによるプント交易（香料交易の道（英語版）の開拓）。
  - ソマリアにあったプントは香料（乳香・没薬）の産地として知られていた。
  - プント王パラフと王妃アティの肖像もハトシェプスト葬祭殿壁画に残っている。

### 紀元前1450年代
- 紀元前1458年頃 - ハトシェプストが死去。
  - トトメス3世の単独統治が始まり、記念碑からハトシェプストの記録は抹消される。
- 紀元前1457年頃 - メギドの戦い。
  - トトメス3世率いるエジプト軍とカデシュ王率いるカナン連合軍とが戦う。
- 紀元前1450年頃
  - クレタ島のミノア文明は新宮殿時代末期。
    - クノッソス宮殿の女性壁画「パリジェンヌ（英語版）（La Parisienne イラクリオン考古学博物館蔵）」がこの時代のもの（ - 紀元前1350年）。

  - ミケーネ文明のコイネー期（ - 紀元前1250年頃）、ギリシア各地が征服され、アナトリアまで進出。
    - この時期までにギリシャ本土からクレタ島を含むエーゲ海諸島の王宮で線文字Bが使用され始める。

  - エジプト王トトメス3世がキプロス島を支配下に置く。
    - キプロスはこの当時アラシア（英語版）と呼ばれ銅の生産地として有名であり、後にキプロス（Cyprus）は「銅(copper)」の語源となった。

  - エジプト王トトメス3世がヌビアを制圧。
    - ゲベル・バルカルを南限とし、ナパタ（英語版）を拠点とする。

  - トゥドハリヤ1世が即位しヒッタイトは新王国時代を迎える。
    - この時期ヒッタイトは、ミタンニ・カシュカ・アルザワ・アヒヤワ・アシュワと戦い領土を拡大。

### 紀元前1440年代
- 紀元前1440年代 - 1420年代 - 『出エジプト記』ではモーセが迫害に苦しむイスラエルの民を率いてエジプトを脱出（有力説の一つ）。
  - この時のエジプト王（ファラオ）はトトメス3世あるいはアメンホテプ2世と言われている。
- 紀元前1440年代 - アルザワ（英語版）最古の王クパンタ・クルンタ（英語版）に関するヒッタイト系資料の記録が残る。
  - アルザワはアスワ連合（英語版）の後継国家で、アナトリア西部を基盤とし、アパサ（後年のエフェソス）を都としていた国家。

### 紀元前1420年代
- 紀元前1427年頃 - エジプト王アメンホテプ2世が即位（ - 紀元前1401年）。

### 紀元前1400年代
- 紀元前1401年頃 - エジプト王トトメス4世が即位（ - 紀元前1391年）。
  - ヒッタイトに対抗するためミタンニと同盟を結び、ミタンニ王アルタタマ1世王の王女と結婚する。
  - 「夢の碑文」によるとこの王のもとで砂に埋もれていたギザの大スフィンクスが掘り起こされ修復される。
- 紀元前1400年代末 - 「デンドラの鎧（英語版）（ナフプリオン考古学博物館（英語版））」が作られる。

## 人物
- ハトシェプスト - エジプト第18王朝の女性ファラオ（在位前1479年頃 - 前1458年頃）
- トトメス3世 - エジプト第18王朝のファラオ（在位前1479年頃 - 前1425年頃）
- サウシュタタル - ミタンニの王（在位前1440年頃 - 前1410年頃）
- トゥドハリヤ1世 - ヒッタイトの王（紀元前15世紀後半）